# Les Trois-Îlets
Les Trois-Îlets là một xã thuộc tỉnh hải ngoại Martinique nước Pháp.